# Je Huj-mej
A Je Huj-mej (egyszerűsített kínai: 叶惠美, hagyományos kínai: 葉惠美, pinjin: yè huì měi) Jay Chou tajvani mandopopénekes 2003-ban megjelent negyedik stúdióalbuma. Az album címe Chou édesanyjának neve. A Tung ji csung tiao tiao (Tong yi zhong diao diao) című dal videóklipjében a híres kínai kosárlabdázó, Jao Ming is szerepel. A Ji fu csö ming videóklipjében Chou olasz gengszter szerepét alakítja és a dal is olasz stílusban (áriabetétekkel) íródott, valamint latin imák (Az atya, a fiú és a szentlélek nevében; Üdvözlégy Mária) szövegét tartalmazza. Az albumból Ázsia-szerte 3 millió példány fogyott.

## Számlista
Az összes szám szerzője Jay Chou.
| #   | Cím                                                                              | Dalszöveg                                 | Hossz |
| --- | -------------------------------------------------------------------------------- | ----------------------------------------- | ----- |
| 1.  | Ji fu csö ming (Yǐ Fù Zhī Míng) ( Részlet) (以父之名 In the Name of the Father)  | Huang Csün-lang (Jun-Lang Huang) (黃俊郎) | 5:42  |
| 2.  | No fu (Nuò Fū) (懦夫 Coward)                                                     | Jay Chou                                  | 3:38  |
| 3.  | Csing tien (Qíng Tiān) (晴天 Sunny Day)                                          | Jay Chou                                  | 4:29  |
| 4.  | Szan nien er pan (Sān Nián Èr Bān) (三年二班 Year Three, Class Two)              | Vincent Fang                              | 4:40  |
| 5.  | Tung feng po (Dōng Fēng Pò) (東風破 East Wind Breaks)                            | Vincent Fang                              | 5:15  |
| 6.  | Ni ting tö tao (Nǐ Tīng De Dào) (妳聽得到 You Can Hear)                          | Ceng Ju-ting (Yu-Ting Tseng) (曾郁婷)     | 3:50  |
| 7.  | Tung ji csung tiao tiao (Tóng Yì Zhǒng Diào Diào) (同一種調調 Same Kind of Tune) | Vincent Fang                              | 3:51  |
| 8.  | Ta tö csie mao (Tā De Jié Máo) (她的睫毛 Her Eyelashes)                          | Vincent Fang                              | 3:52  |
| 9.  | Aj csing hszüan ja (Ài Qíng Xuán Yá) (愛情懸崖 Cliff of Love)                    | Vivian Hsu                                | 4:22  |
| 10. | Ti tien (Tī Tián) (梯田 Terrace)                                                 | Jay Chou                                  | 3:33  |
| 11. | Suang tao (Shuāng Dāo) (雙刀 Double Sabre)                                       | Vincent Fang                              | 4:51  |